# Kellinghusenstraße (métro de Hambourg)
 (mai 2023).
Si vous disposez d'ouvrages ou d'articles de référence ou si vous connaissez des sites web de qualité traitant du thème abordé ici, merci de compléter l'article en donnant les références utiles à sa vérifiabilité et en les liant à la section « Notes et références ».
Kellinghusenstraße (en allemand : U-Bahnhof Kellinghusenstraße) est une station de la ligne U1 et de la ligne U3 du métro de Hambourg. Elle se situe dans le quartier d'Eppendorf, dans l'arrondissement du Nord. La station se situe dans la rue du même nom.

## Situation sur le réseau
Kellinghusenstraße est la plaque tournante des lignes de métro U1 et U3

Plans des lignes
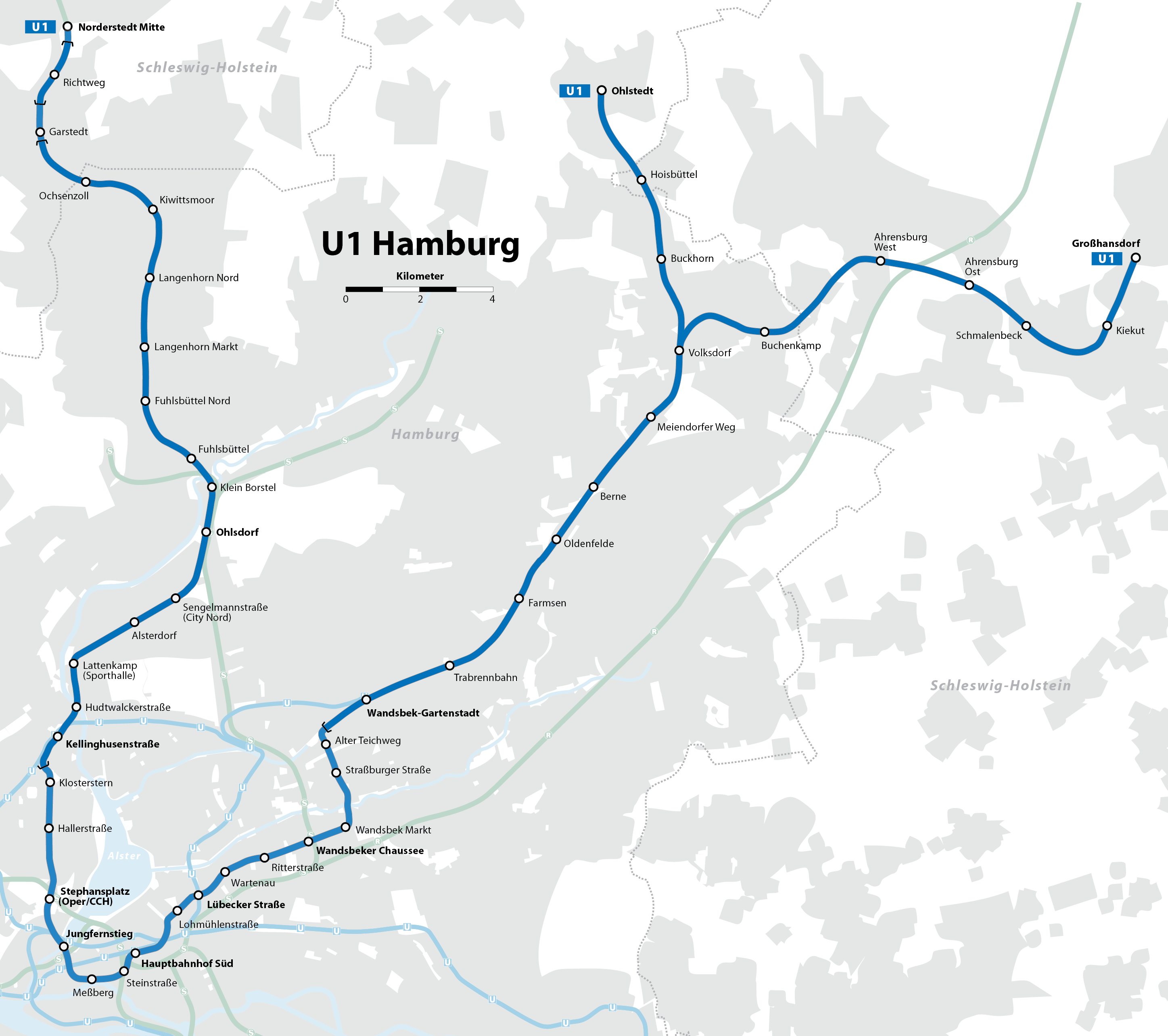
Ligne U1.
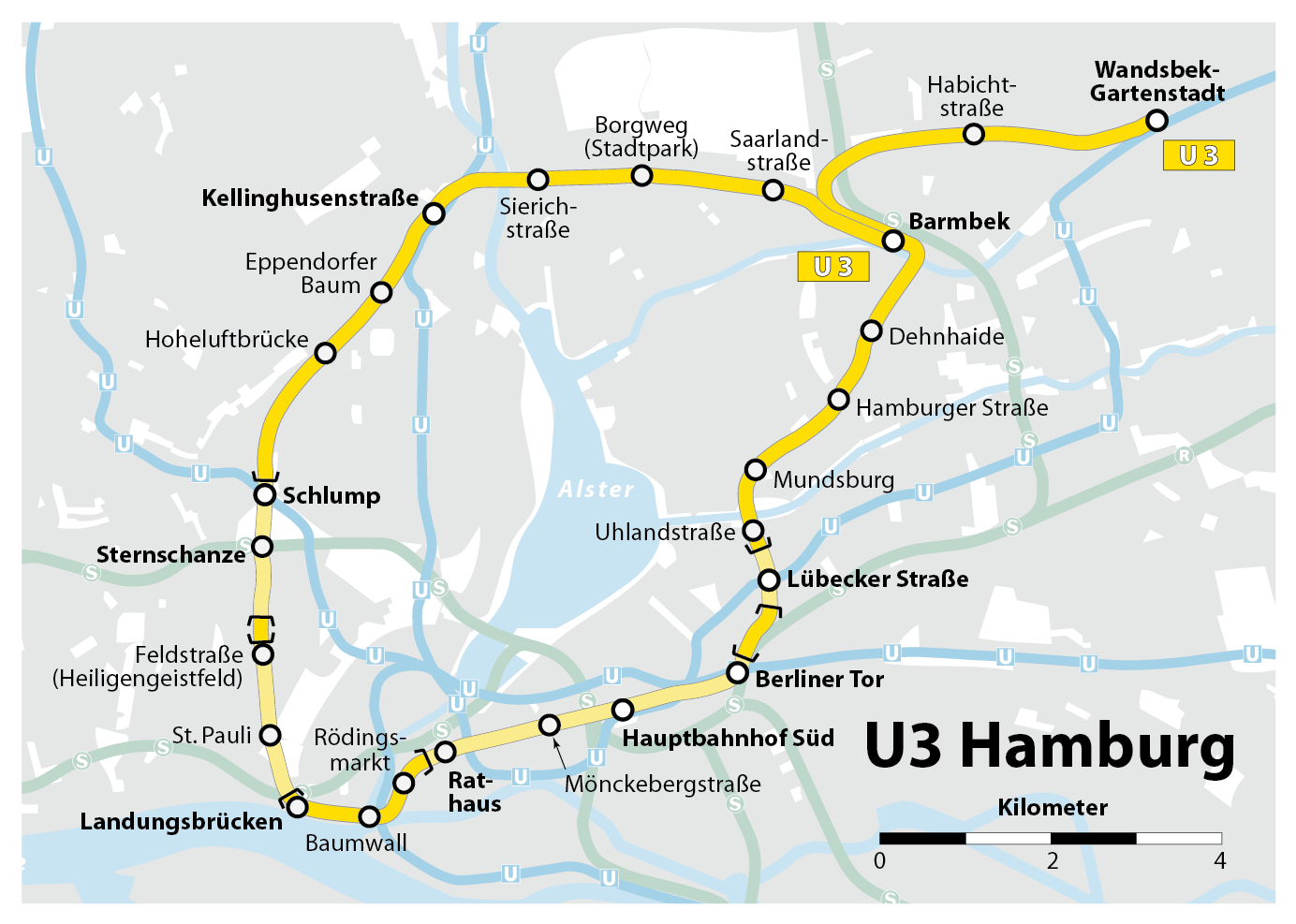
Ligne U3.

## Histoire
La construction de la station Kellinghusenstraße commence entre 1909 et 1910 par Raabe & Wöhlecke dans le style historiciste et est décorée de reliefs en pierre par Johann Michael Bossard. En 1912, les opérations ferroviaires commencent sur ce qui est alors la ligne périphérique (aujourd'hui l'U3), et en 1914 le trafic sur la ligne secondaire en direction d'Ohlsdorf (aujourd'hui l'U1) s'ajoute. En 1931, la dite "ligne KellJung" ouvre de Kellinghusenstraße au Jungfernstieg. Les trains en provenance de la direction d'Ohlsdorf continuent désormais directement vers le centre-ville sur cet itinéraire. Un pont supplémentaire est construit par Walther Puritz en 1926 pour faciliter le changement de train entre les deux lignes.
En 2009 et 2010, les toits des quais sont démolis pour cause de vétusté et reconstruits, prolongés de 25 mètres. Le pont entre les plates-formes est en grande partie reconstruit en 2013-2014 et ressemble presque à l'original.

## Services aux voyageurs

### Accès et accueil
La station est sur un talus et dispose de deux quais avec un total de quatre voies. Le fonctionnement est directionnel, c'est-à-dire que les trains des deux lignes s'arrêtent dans le même sens (aller ou retour) sur le même quai. Les voies intérieures sont utilisées par la ligne U1, les extérieures par la ligne U3. À quelques exceptions près, une transition directe est prévue dans le calendrier. Au sud-ouest de la station se trouvent deux voies d'évitement. Aujourd'hui, elles sont principalement utilisées en cas de perturbations opérationnelles afin de pouvoir faire tourner les trains.
Des structures de viaduc furent érigées de part et d'autre de l'ouvrage afin de pouvoir réaliser les franchissements nécessaires à l'exploitation directionnelle sans hauteur.
Les deux plates-formes sont connectées aux deux extrémités. À l'extrémité sud-ouest se trouve un pont fermé en verre conçu par Walther Puritz. À l'extrémité nord-est, la plate-forme peut être changée via la structure d'entrée sous les plates-formes au niveau de la rue.
Depuis février 2012, des ascenseurs mènent aux quais, rendant les trains accessibles sans obstacle.

### Intermodalité
La station est en correspondance avec les lignes Metrobus 22 en direction de Lokstedt-Stellingen-Osdorf-Blankenese et 25 en direction de UKE-Eimsbüttel-Altona et Winterhude-Hammerbrook.
À côté de la station se trouve une station StadtRAD Hambourg et un grand parking à vélos pour les passagers arrivant à vélo.